# Adrienne Iven
Adrienne Iven, née le 9 mars 1983 à Yaoundé, est une footballeuse internationale camerounaise qui joue au poste de milieu offensif.

## Biographie
Avec l'équipe du Cameroun féminine, elle participe aux Jeux olympiques d'été de 2012. Lors du tournoi olympique, elle joue deux matchs, contre la Grande-Bretagne et la Nouvelle-Zélande, avec pour résultats deux défaites.
Elle participe également au Championnat d'Afrique féminin en 2012 et en 2014. Elle atteint la finale de l'édition 2014, en étant battue par le Nigeria.

## Palmarès
- Finaliste du Championnat d'Afrique féminin en 2014 avec l'équipe du Cameroun
- Troisième du Championnat d'Afrique féminin en 2012 avec l'équipe du Cameroun